# 104 км (пост)
Пост 104 км — колійний пост Конотопської дирекції залізничних перевезень Південно-Західної залізниці. Код поста в ЄМР 326925. Код Експрес 2200460.
Розташований на лінії Бахмач-Гомельський —Хоробичі між станціями Сновськ (8,5 км) та Камка (4 км). Відстань до Хоробичів — 31 км, до Бахмача-Гомельського — 104 км.
Відкритий 2008 року. Вантажні та пасажирські операції не здійснюються.